# قورباغه پلنگی دره رمزی
قورباغه پلنگی دره رمزی (نام علمی: Rana subaquavocalis) نام یک گونه از سرده قورباغه‌های برکه است.